# 게이세이 오시아게선
게이세이 전철 오시아게 선(일본어: 京成押上線)은 게이세이 전철이 운영하는 철도 노선의 하나이다. 일본 도쿄도 스미다구에 있는 오시아게 역과 가쓰시카구에 있는 아오토 역을 잇는다.

## 역사
- 1912년 11월 3일
  - (개통) 오시아게 역 ~ 마가리카네 역 (현재의 게이세이타카사고 역) ~ 이요다 역 (현재의 에도가와 역)
  - (영업개시) 오시아게 역, 히키후네 역, 요쓰기 역, 다테이시 역, 마가리카네 역, 이요다 역
- 1913년 6월 26일 - (명칭 변경) 마가리카네 역 → 다카사고 역
- 1914년 6월 20일 - (영업개시) 무코지마 역 (현재의 게이세이히키후네 역과 야히로 역의 사이)
- 1923년 7월 11일 - (영업개시) 아라카와 역 (현재의 야히로 역)
- 1928년 11월 1일 - (영업개시) 아오토 역
- 1931년 11월 18일 - (명칭 변경) 히키후네 역 → 게이세이히키후네 역, 다테이시 역 → 게이세이타테이시 역
- 1932년 9월 1일 - (영업개시) 게이세이우케지 역 (오시아게 역과 게이세이히키후네 역의 사이)
- 1943년 10월 - (영업휴지) 게이세이우케지 역, 무코지마 역
- 1944년 (노선 분리) 오시아게 역 ~ 아오토 역을 오시아게 선으로 하다
- 1947년 3월 1일 - (영업폐지) 게이세이우케지 역, 무코지마 역
- 1959년 11월 11일 - (궤간 변경) 1372mm → 1435mm
- 1960년 12월 4일 - (직결 운행 시작) 도쿄 도영 지하철 1호선 (현재의 아사쿠사 선)
- 1994년 4월 1일 - (명칭 변경) 아라카와 역 → 야히로 역

## 차량
- 게이세이 전철 3000형
- 게이세이 전철 3400형
- 게이세이 전철 3600형
- 게이세이 전철 3700형
- 5300형
- 5500형
- 게이힌 급행 전철 600형
- 게이힌 급행 전철 1000형
- 게이힌 급행 전철 1500형
- 호쿠소 철도 7300형
- 호쿠소 철도 7500형
- 지바 뉴타운 철도 9100형
- 지바 뉴타운 철도 9200형
- 지바 뉴타운 철도 9800형

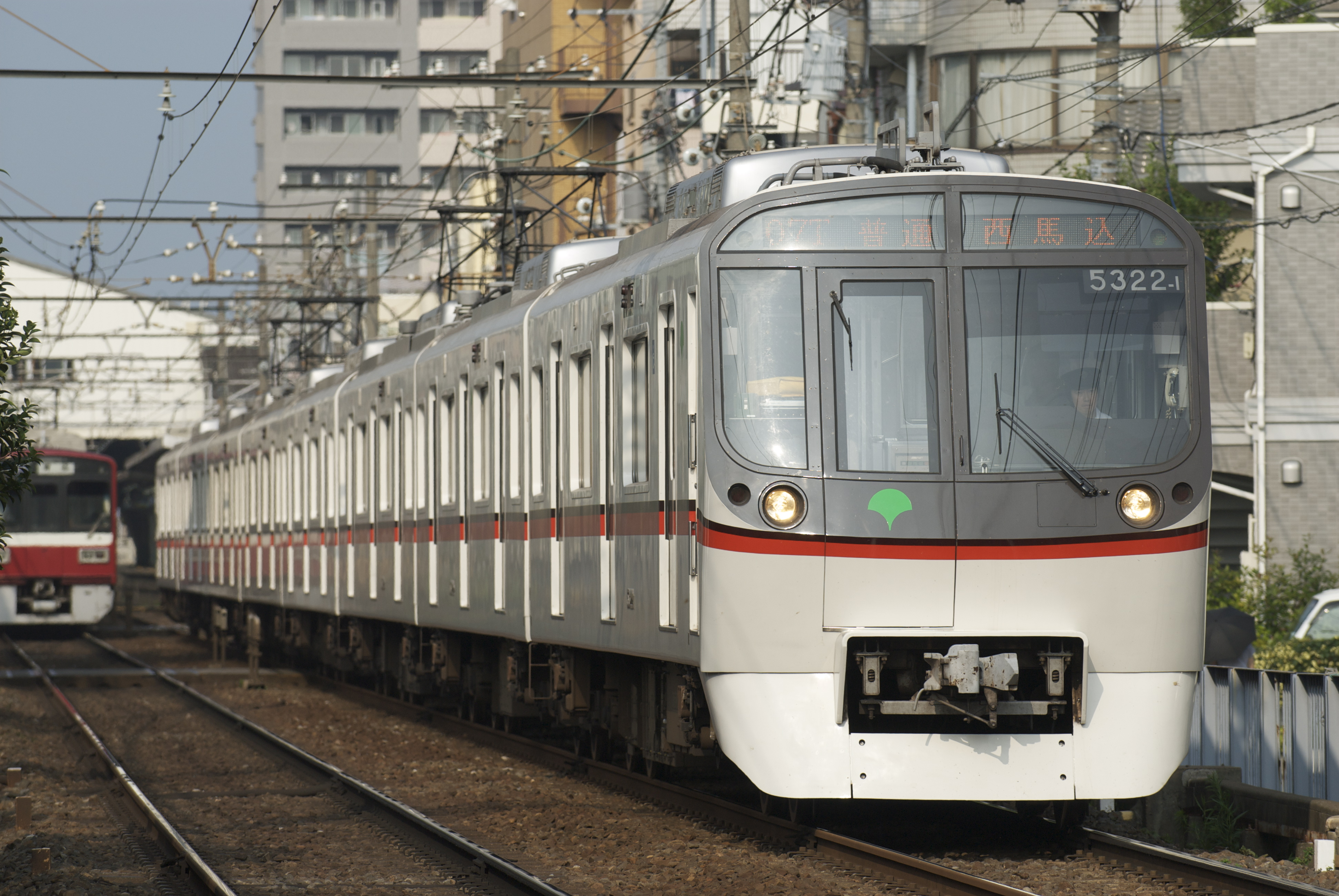
도영 지하철 5300형
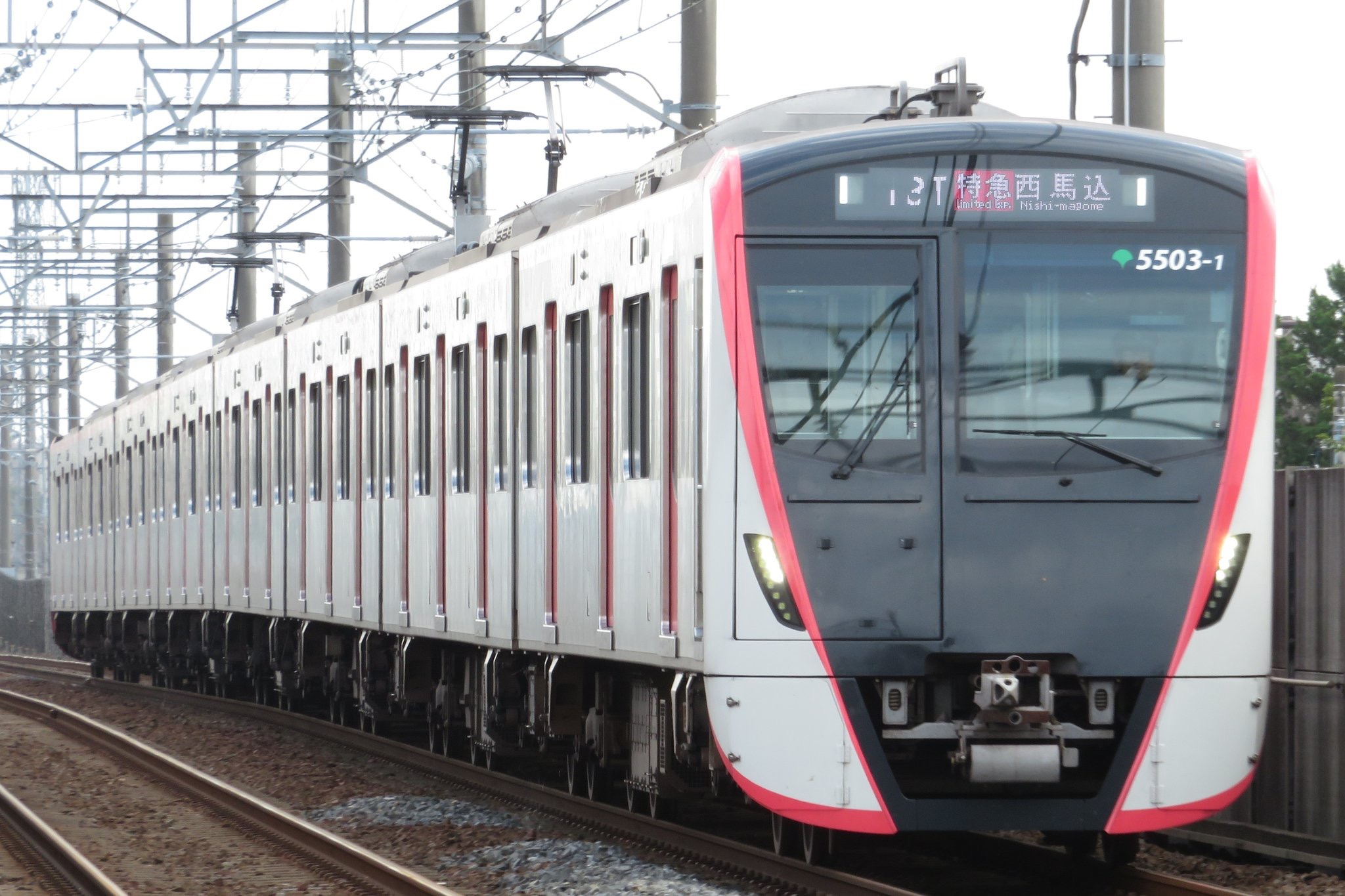
도영 지하철 5500형
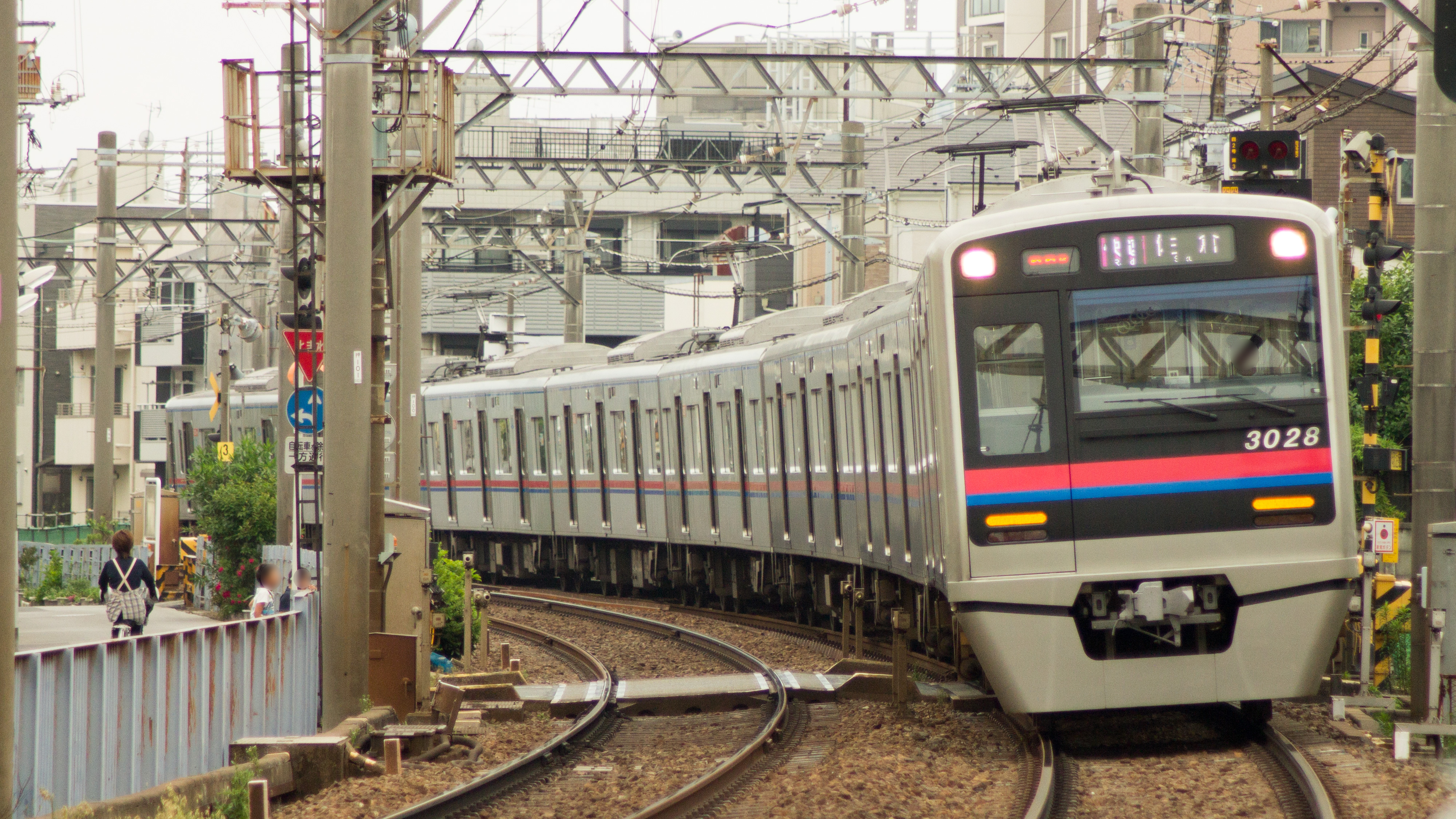
게이세이 전철 3000형
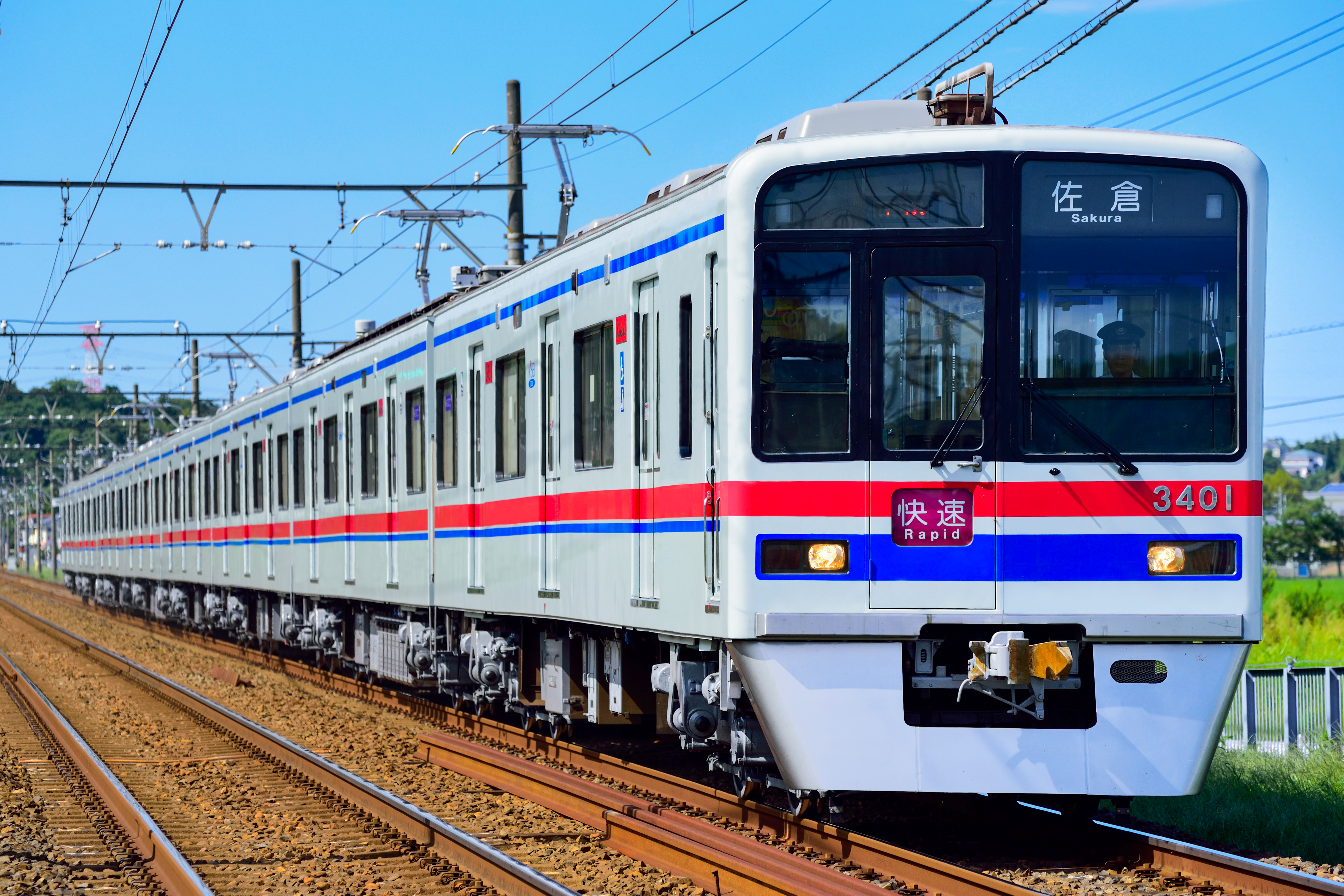
게이세이 전철 3400형
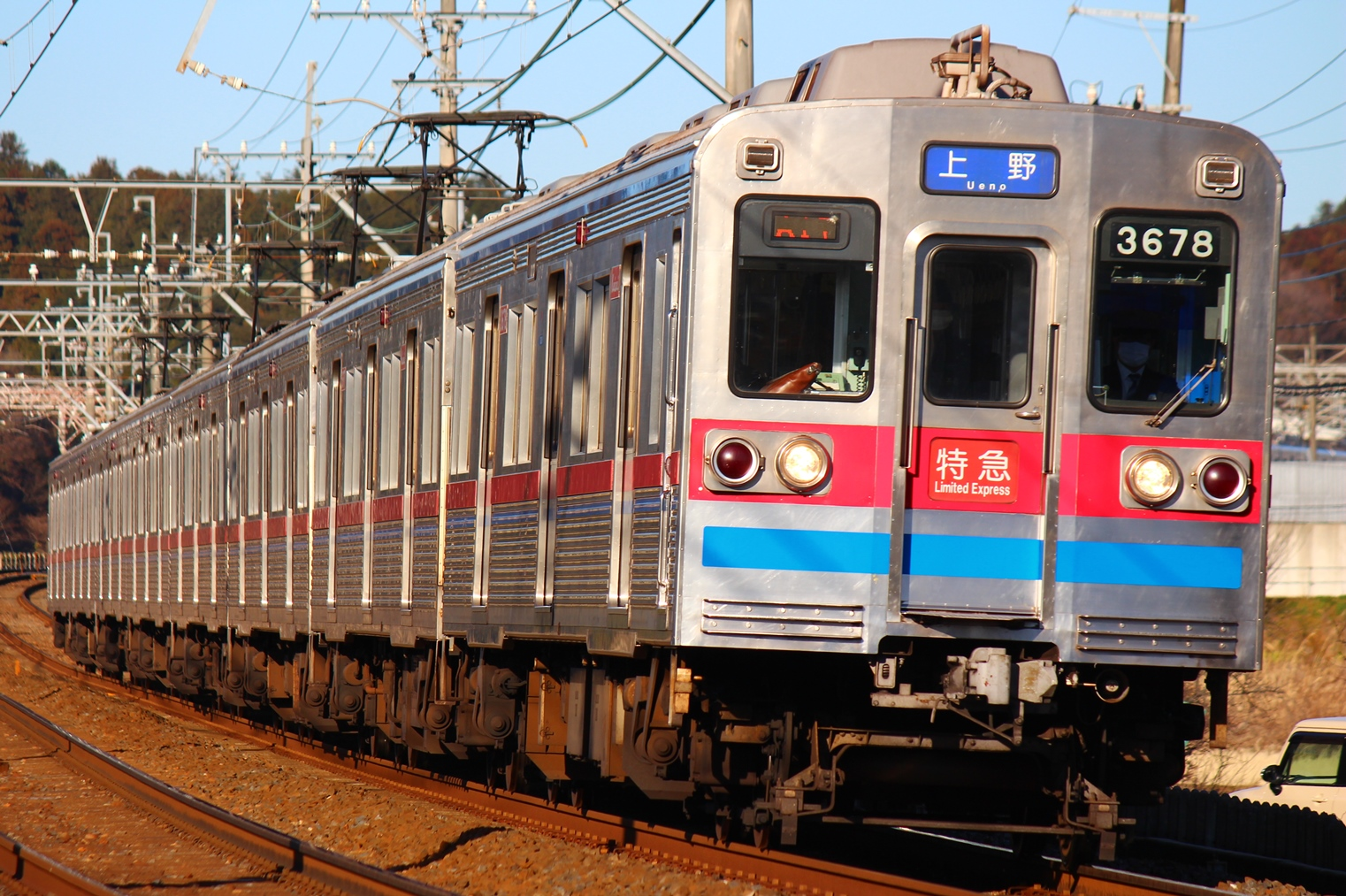
게이세이 전철 3600형
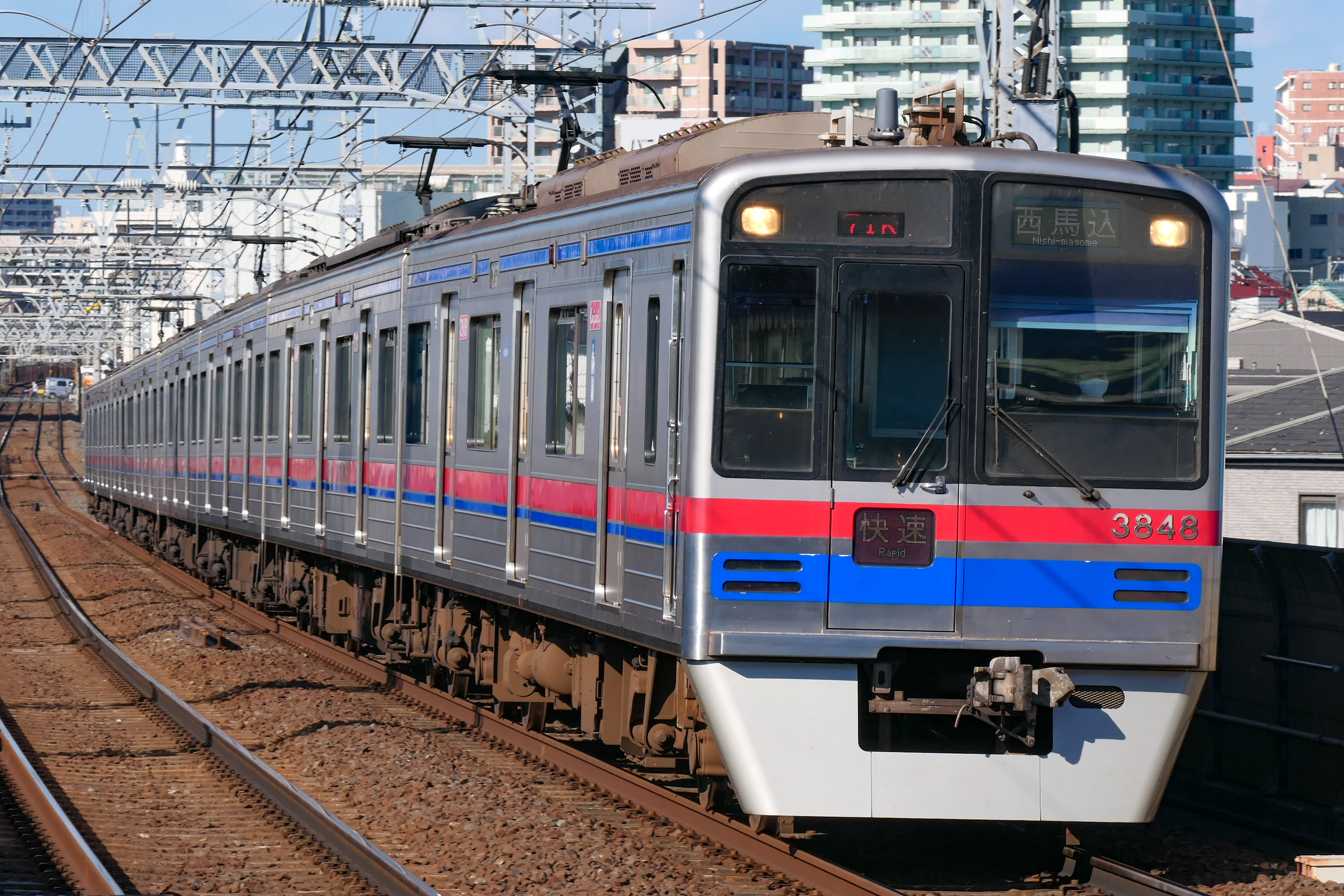
게이세이 전철 3700형
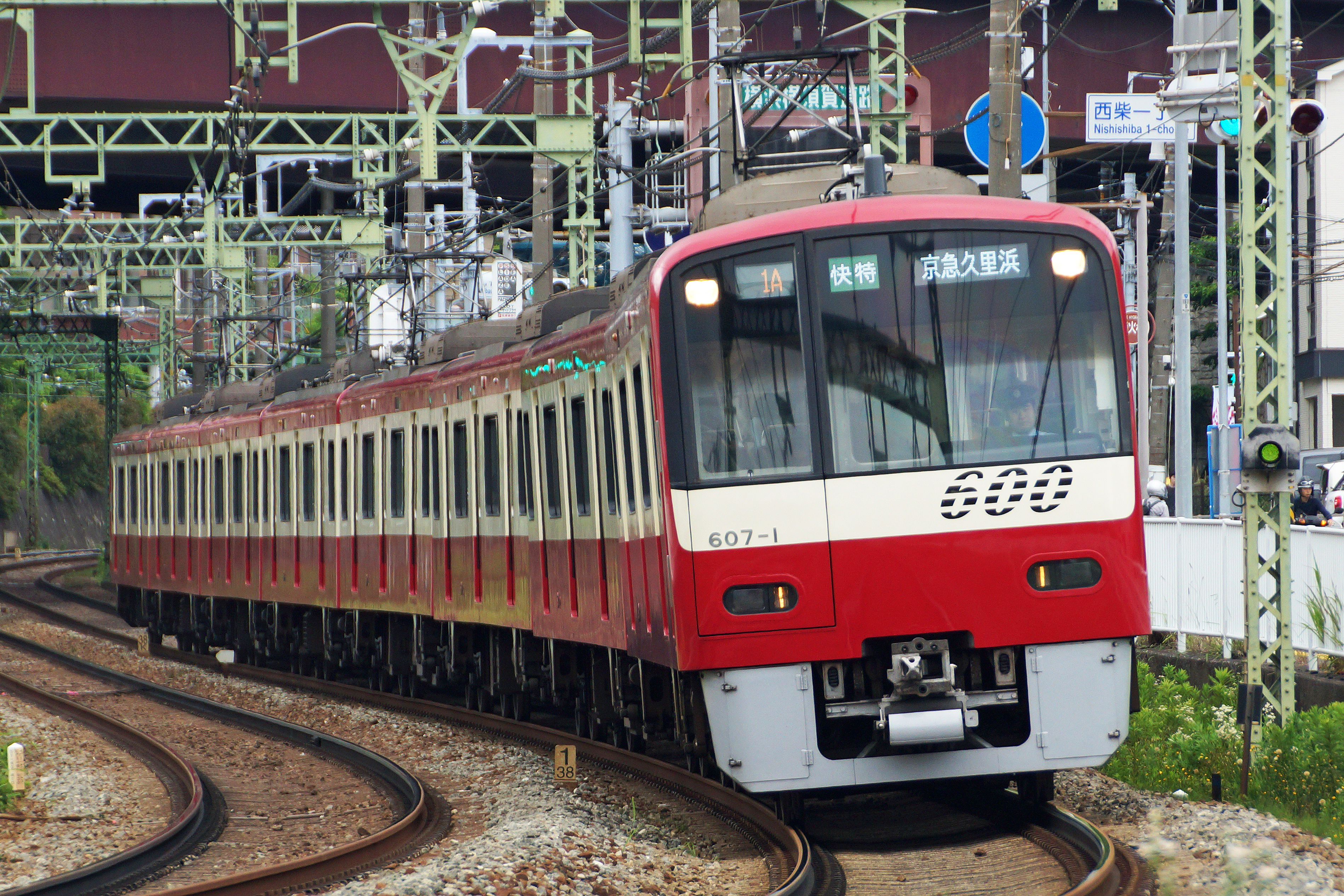
게이힌 급행 전철 600형
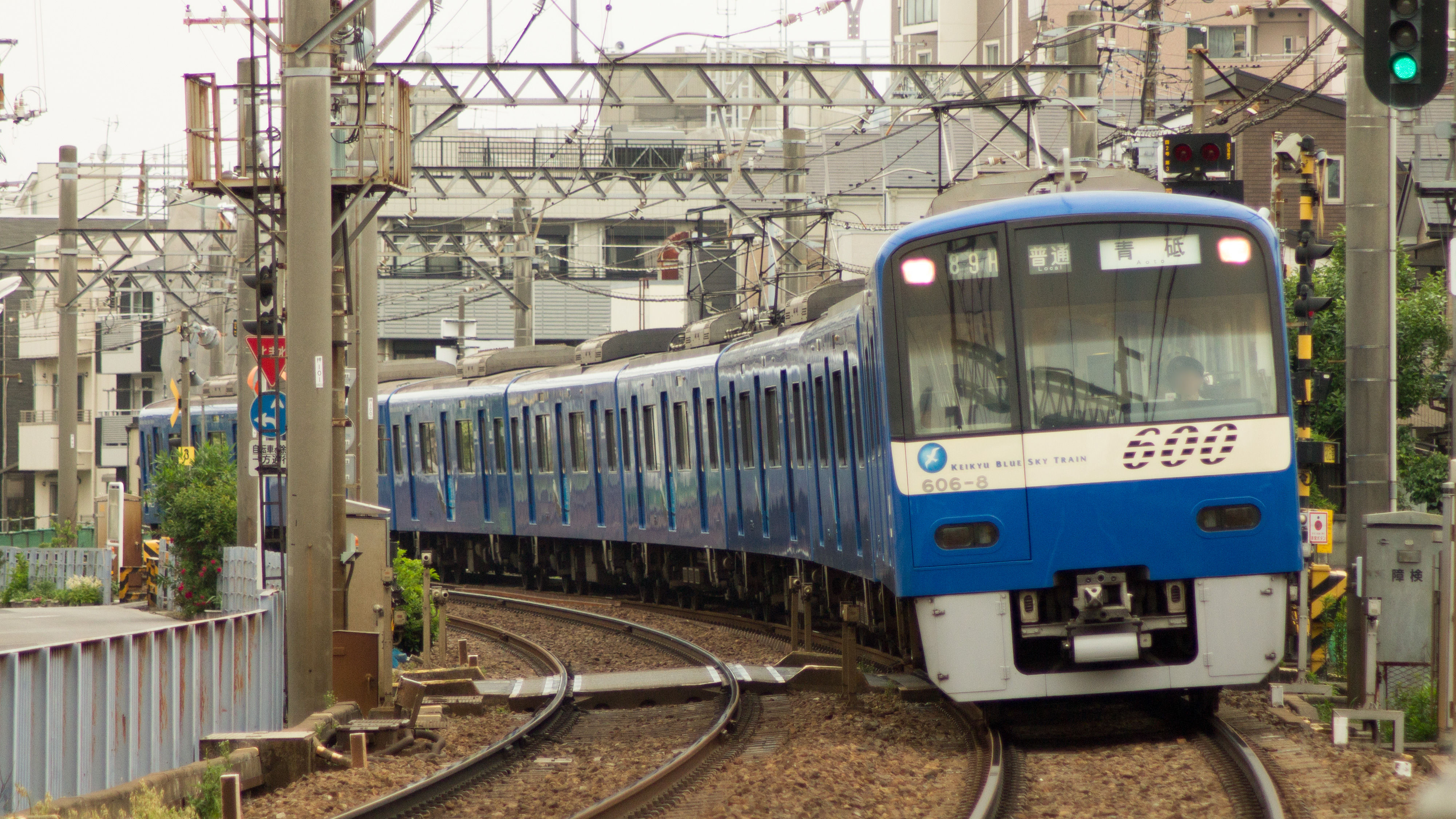
게이힌 급행 전철 600형(게이큐 블루스카이 트레인)
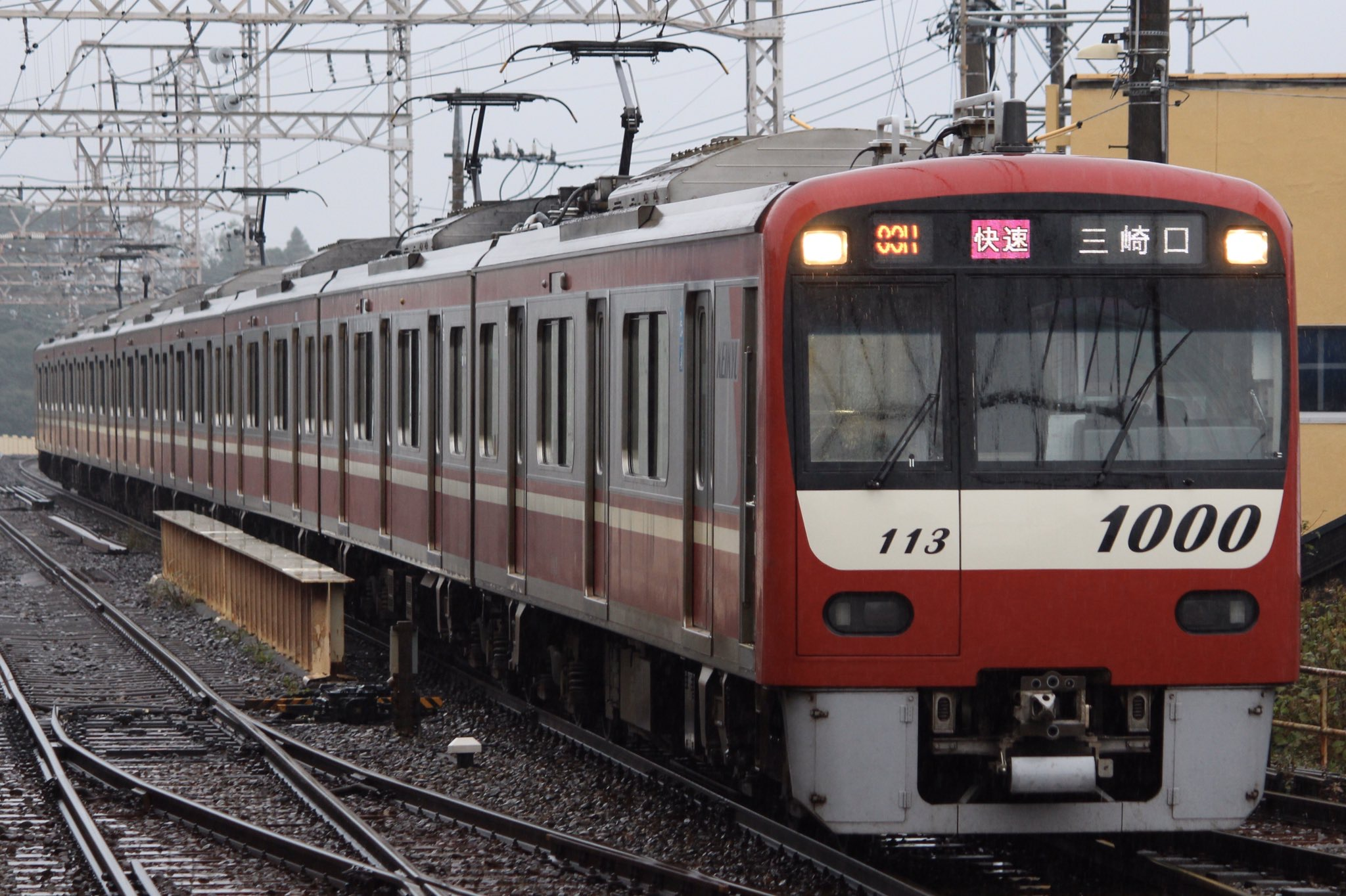
게이힌 급행 전철 1000형
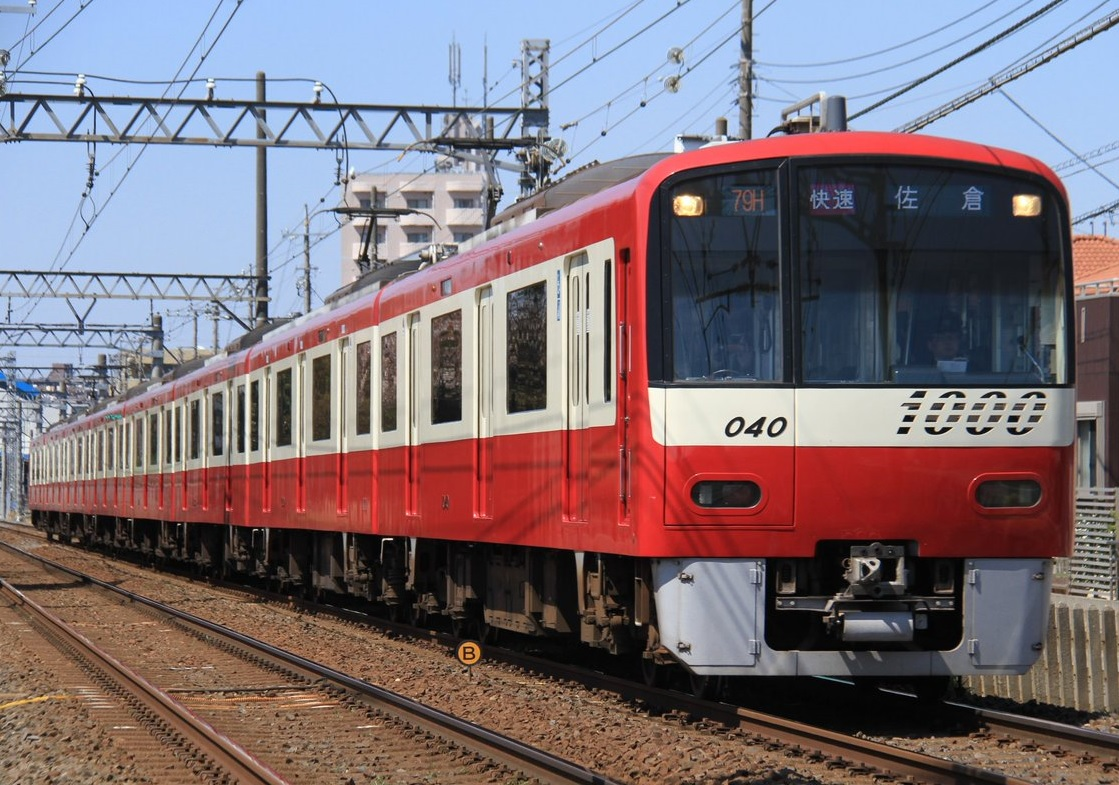
게이힌 급행 전철 1000형
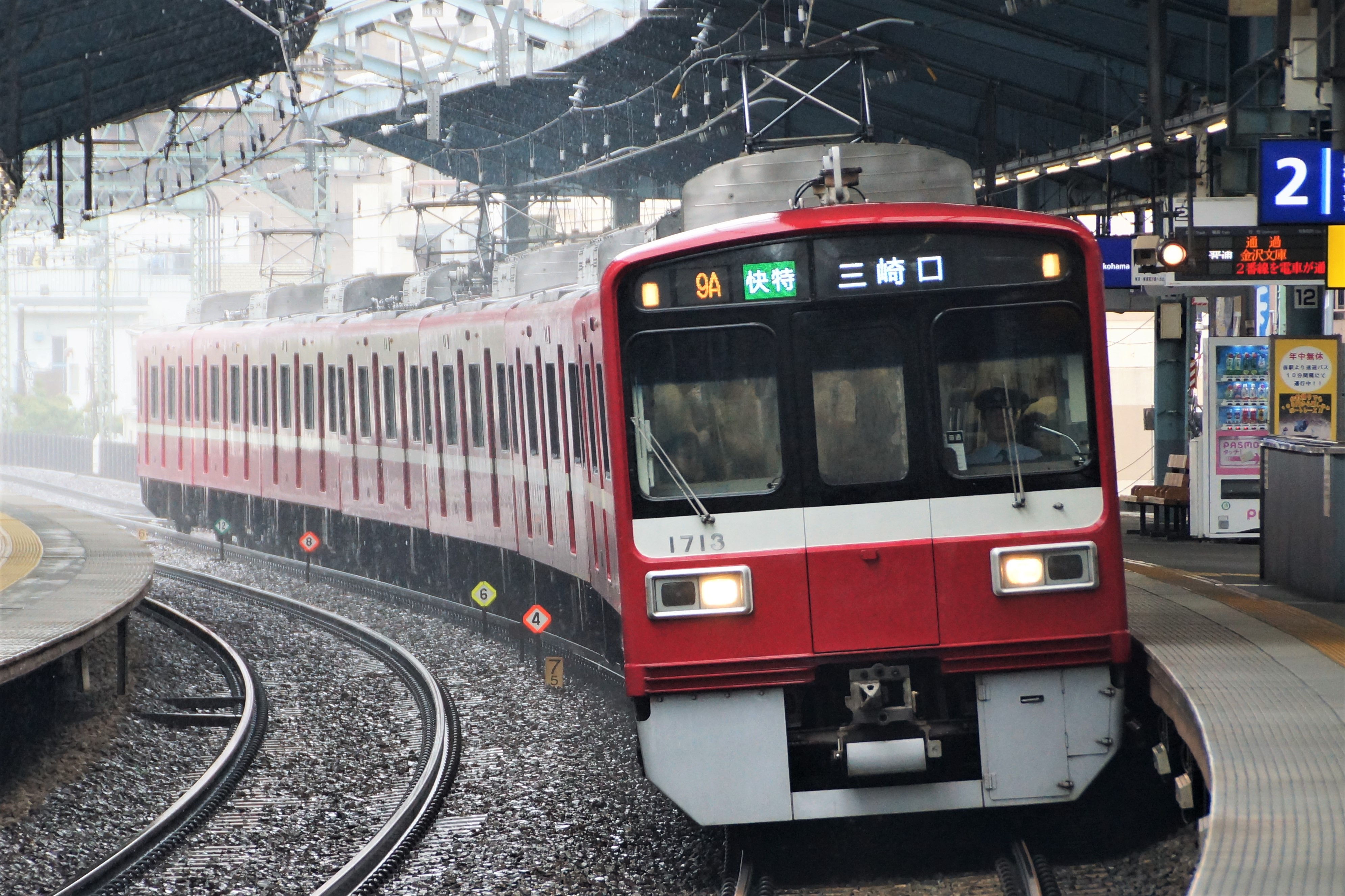
게이힌 급행 전철 1500형
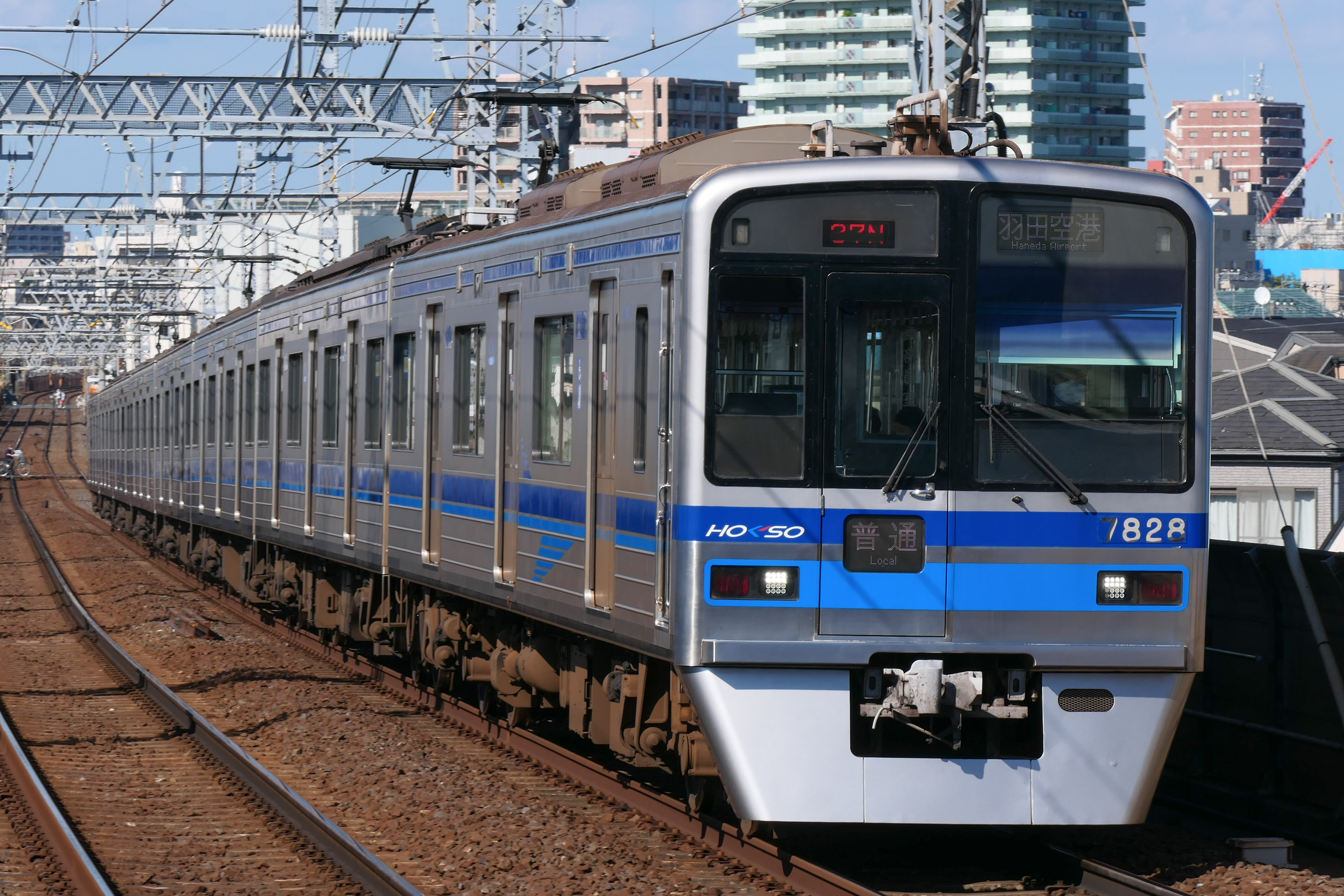
호쿠소 철도 7300형
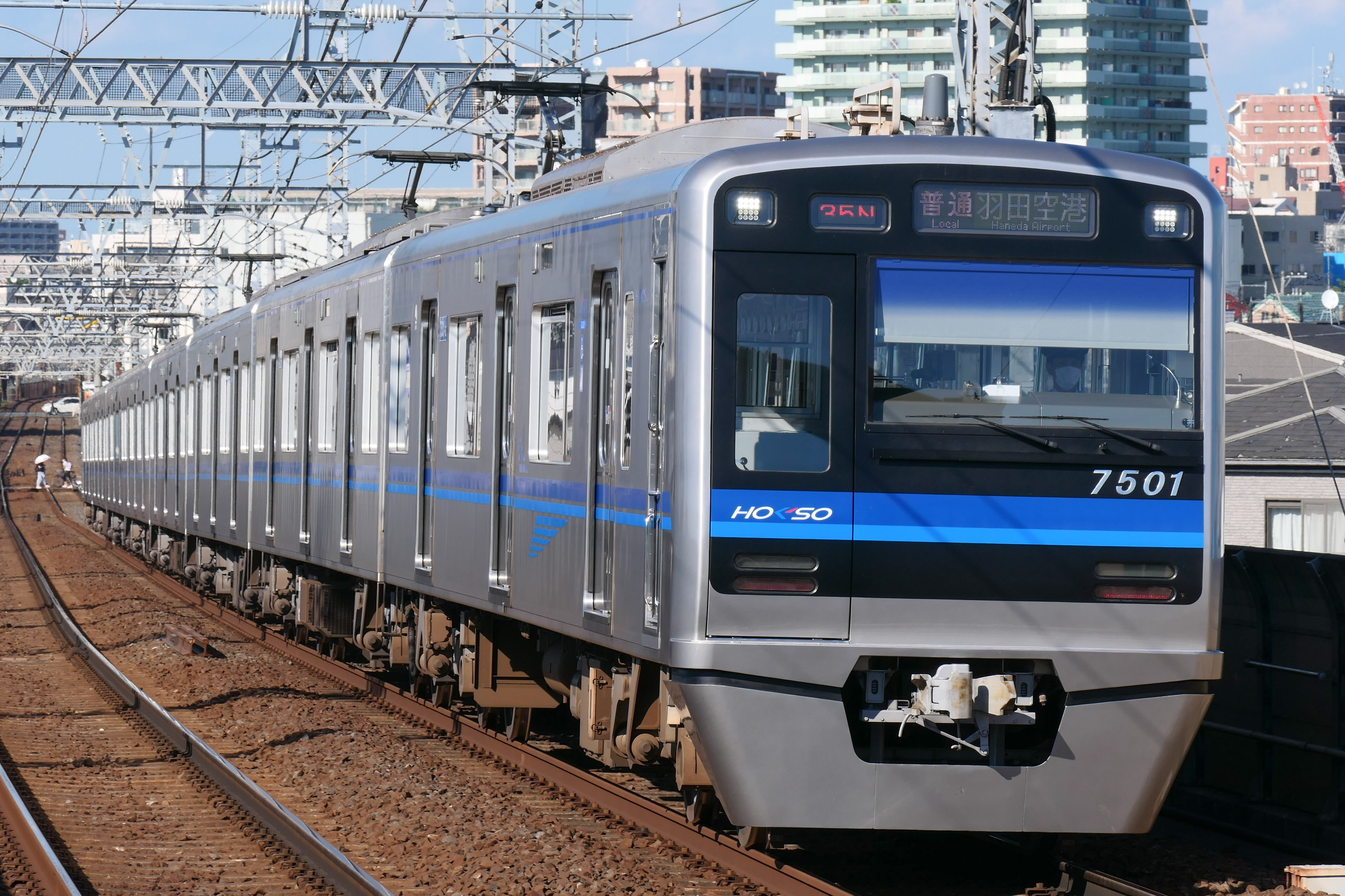
호쿠소 철도 7500형
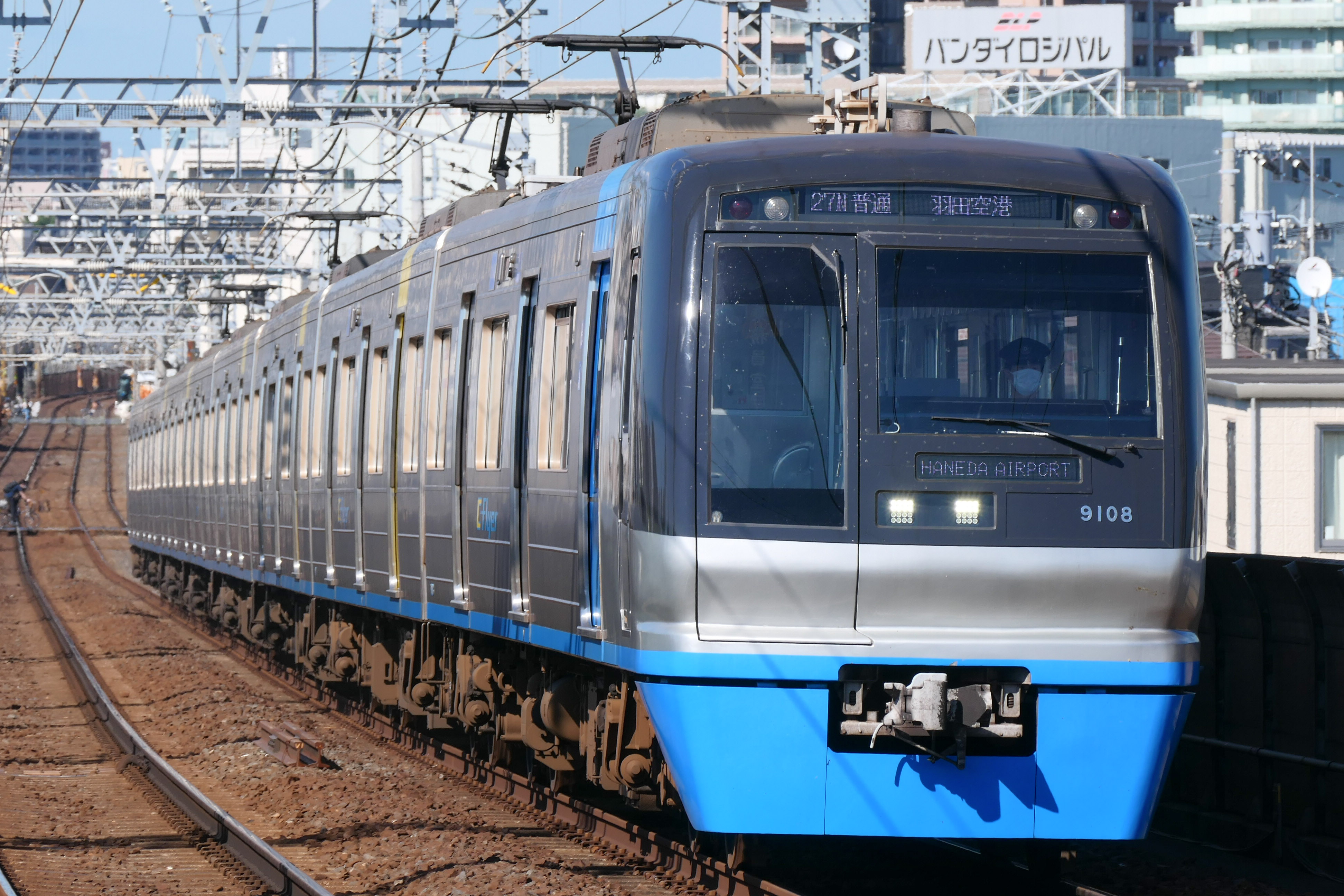
지바 뉴타운 철도 9100형
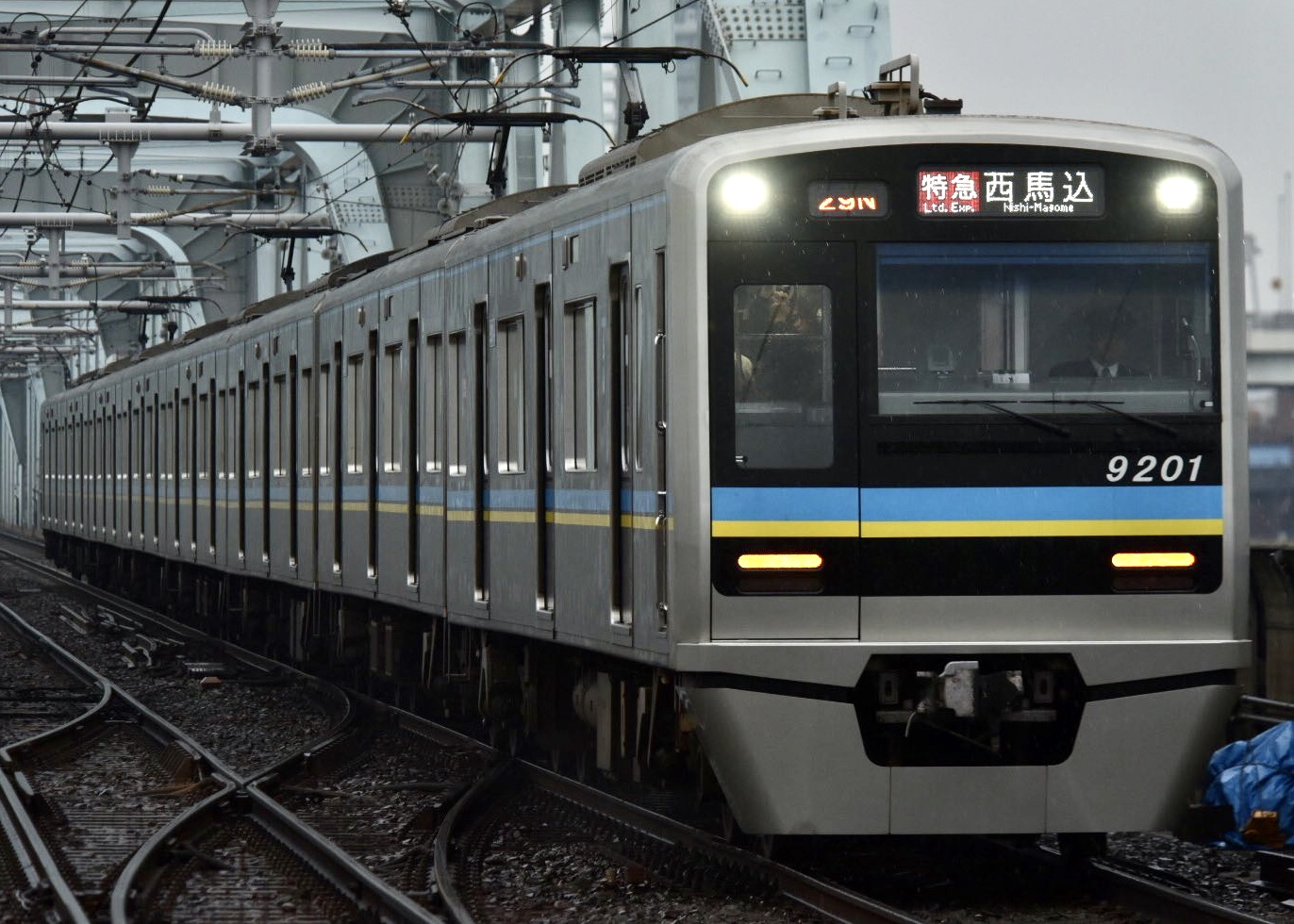
지바 뉴타운 철도 9200형
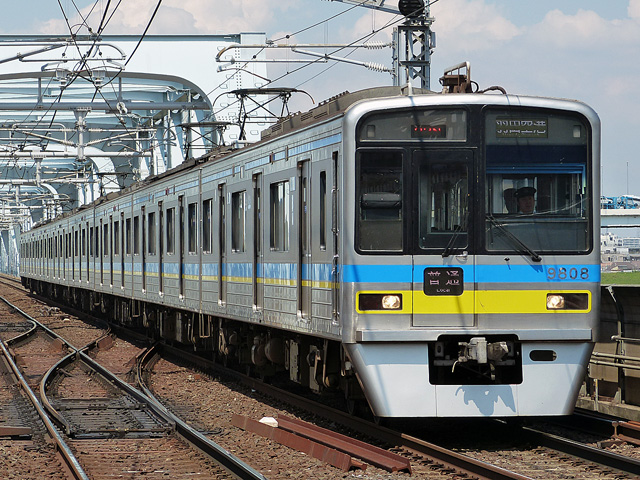
지바 뉴타운 철도 9800형

## 역 목록
| 역 번호 | 역명             | 일어 역명 | 보 통 | 쾌 속 | 통 특 | 특 급 | 엑 특 | 쾌 특 | 접속 노선 | 역간 거리 | 누적 거리  | 소재지   | 소재지   |
| ------- | ---------------- | --------- | ----- | ----- | ----- | ----- | ----- | ----- | --- | --------- | ---------- | -------- | -------- |
| KS 45   | 오시아게         | 押上      | ●     | ●     | ●     | ●     | ●     | ●     | 도쿄 도 교통국 지하철 아사쿠사 선 (A-20, 직결 운행) 도쿄 지하철 한조몬 선 (Z-14) 도부 철도 이세사키 선 (TS-03) |           | 0.0        | 도 쿄 도 | 스미다구 |
| KS 46   | 게이세이히키후네 | 京成曳舟  | ●     | │     | │     | │     | │     | │     | | 1.1       | 1.1        | 도 쿄 도 | 스미다구 |
| KS 47   | 야히로           | 八広      | ●     | │     | │     | │     | │     | │     | 1.3 | 2.4       |            | 도 쿄 도 | 스미다구 |
| KS 48   | 요쓰기           | 四ツ木    | ●     | │     | │     | │     | │     | │     | 0.7 | 3.1       | 가쓰시카구 | 도 쿄 도 |          |
| KS 49   | 게이세이다테이시 | 京成立石  | ●     | │     | │     | │     | │     | │     | 1.5 | 4.6       | 가쓰시카구 | 도 쿄 도 |          |
| KS 09   | 아오토           | 青砥      | ●     | ●     | ●     | ●     | ●     | ●     | 본선 (KS 09, 직결 운행)                                                                                        | 1.1       | 가쓰시카구 | 도 쿄 도 | 5.7      |

#### 약칭의 설명
- 보통 : 보통 정차역
- 쾌속 : 쾌속 (일본어: 快速, かいそく) 정차역
- 통특 : 통근특급 (일본어: 通勤特急, つうきんとっきゅう) 정차역
- 특급 : 특급 (일본어: 特急, とっきゅう) 정차역
- 엑특 : 엑세스특급 (일본어: アクセス特急, アクセスとっきゅう) 정차역
- 쾌특 : 쾌속특급 (일본어: 快特, かいとく ) 정차역
  - 快特는 快速特急의 약칭이지만 정식 명칭은 快特이다.